# Моріо малий
Мо́ріо малий (Onychognathus walleri) — вид горобцеподібних птахів родини шпакових (Sturnidae). Мешкає на високогір'ях Східної і Центральної Африки.

## Підвиди
Виділяють три підвиди:
- O. w. preussi Reichenow, 1892 — гори Камерунської лінії (південно-східна Нігерія, західний Камерун, острів Біоко);
- O. w. elgonensis (Sharpe, 1891) — від Південного Судану і ДР Конго до західної Кенії (на захід від Великої рифтової долини);
- O. w. walleri (Shelley, 1880) — центральна Кенія, Танзанія, північ Малаві.

## Поширення і екологія
Малі моріо мешкають в Нігерії, Камеруні, Екваторіальній Гвінеї, Південному Судані, Кенії, Танзанії, Уганді, Руанді, Бурунді, Демократичній Республіці Конго і Малаві. Вони живуть у вологих гірських і рівнинних тропічних лісах. Зустрічаються на висоті від 1000 до 3000 м над рівнем моря.

## Збереження
МСОП класифікує цей вид як такий, що не потребує особливих заходів зі збереження. За оцінками дослідників, популяція іржастокрилих моріо становить від 6700 до 10000 птахів.